# パヴロ・スコロパツキー
パヴロ・スコロパツキー（ウクライナ語: Павло Петрович Скоропадський、1873年5月16日 ‐ 1945年4月28日）は、ウクライナの政治家、ロシア帝国の軍人である。ウクライナ・コサックの氏族、スコロパツキー家の当主。日露戦争、第一次世界大戦に従軍した。ウクライナ国のヘーチマン（1918年）を務めた。

## 生涯

### ロシア帝国時代

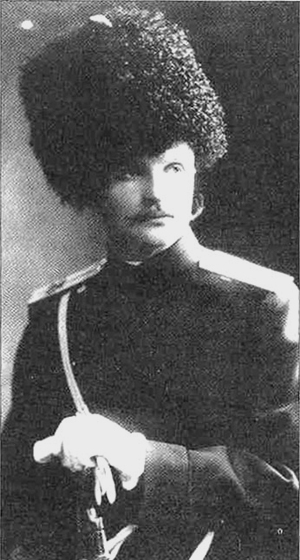
満州におけるスコロパツキー。

パヴロ・スコロパツキーは、1873年5月16日にドイツ帝国のヴィースバーデンに生まれた。彼の先祖は、ロシア帝国に対し反旗を翻したヘーチマン、イヴァン・マゼーパの次に左岸ウクライナのヘーチマーンに任ぜられたイヴァン・スコロパツキーの弟だった。少年時代はロシア帝国チェルニーヒウ県プルィルークィ郡トロスチャヌィーツャ村で過ごした。1886年から1893年にかけてロシア帝国のペテルブルク皇帝小姓学習院で学んだ。卒業後、少尉の位階を賜り、帝国軍親衛騎兵連隊で軍務を務めた。
1904年にスコロパツキーは日露戦争に参加することを志願し、ザバイカル・コサック軍チタ連隊第5百人隊の指揮をとった。彼は満洲での戦いにおいて度々手柄を立て、ロシア政府より「武勇のため」に聖ゲオルギーの黄金刀を授与された。その後、スコロパツキーは極東軍総司令官リネーヴィチの副官となり、1905年12月以後、ロシア皇帝ニコライ2世の副官となった。
1910年9月にスコロパツキーは第20フィンランド竜騎兵連隊の司令官に任命され、1911年4月に親衛騎兵連隊の司令官となった。1912年3月25日に、彼は少将の位を賜り、皇帝連隊に属されるようになった。
第一次世界大戦の時、スコロパツキーは騎兵連隊と第一親衛騎兵師団の指揮をとっていた。1916年に彼は中将となり、来年1月にウクライナで駐屯する第34陸軍軍団の司令官となった。

### 革命時代

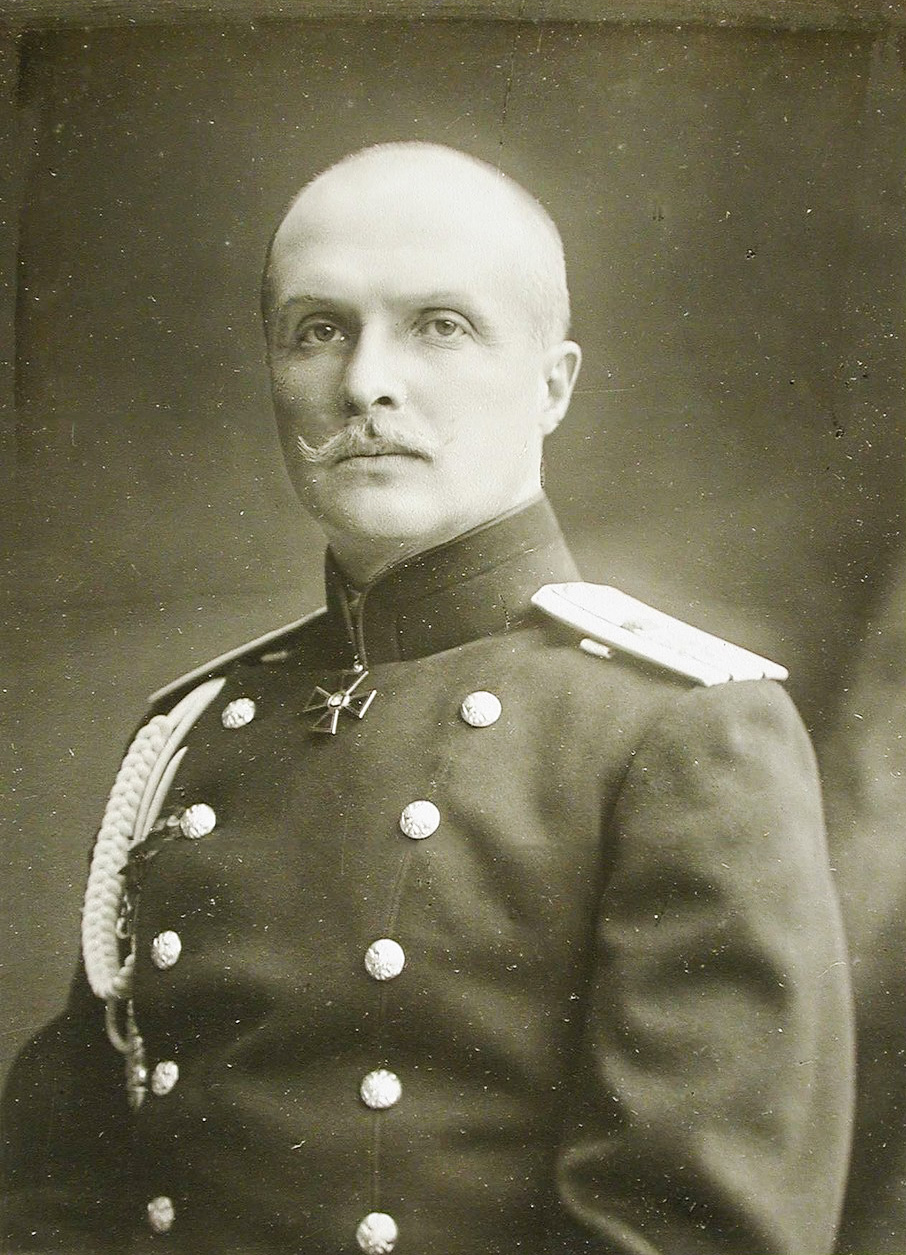
第一次世界大戦寸前のスコロパツキー。

1917年に勃発した二月革命の結果、皇帝ニコライ2世が退位してロシアの君主制が倒された。スコロパツキーは事実上に入隊誓約から解放され、同年7月から10月にかけて自ら指揮する軍団でウクライナ化を行った。元来、彼は政治に対して無関心であったが、ロシア帝国の崩壊に伴ってウクライナ民族解放運動に関わるようになった。6万人の戦士を含むスコロパツキーの軍団は、第1ウクライナ軍団と改名され、1918年初めまでに最も戦闘力のあるウクライナ系部隊であった。1917年10月以後、この軍団はシェペチーウカ・コジャーティン・フルィスティーニウカ・ヴァプニャールカの前線でロシアの赤軍と戦い、中部ウクライナへのボリシェヴィキの進出を防いだ。
1917年後半にスコロパツキーの権威がウクライナ中で高くなり、同年10月に彼は自由コサック大会においてウクライナの大オタマンとして選ばれた。1917年11月、スコロパツキーはウクライナ人民共和国の臨時国会にあたる中央ラーダを守護し、ヴィーンヌィツャ周辺にキエフを目指すボリシェヴィキ系の旧ロシア帝国軍の第2親衛軍団の進行を止め、その武装を解除させて、ロシアへ送り出させた。
スコロパツキーは旧ロシア帝国軍の基でウクライナの正規軍を編成すること主張し、ウクライナの軍人の間に大人気を得た。しかし、ウクライナ正規軍の必要性を否定するウクライナ人民共和国の中央ラーダ、とりわけ社会主義と平和主義の思想を唱えるウクライナの指導者と対立するようになった。その結果、1917年12月25日、スコロパツキーは第1ウクライナ軍団の司令官から退職し、指揮権を少将ヤキウ・ハンジュークに譲った。
スコロパツキーはウクライナ人民共和国の政府が行う社会・経済・軍事政策に反対し、1918年初めにウクライナの古来伝統に基づく保守的な政権を作るために同志を集めはじめた。1918年3月に彼はウクライナ団体（Українська громада；後にウクライナ人民団体：Українська народна громада）という政党を組織し、ウクライナにおける独裁政権を建てる準備を開始した。この政党は、ウクライナ人民共和国の政治に不満を募るウクライナの地主連盟・民衆農耕党・金融関係者や、ウクライナを赤軍から解放したドイツ・オーストリア軍の司令部などによって支持された。

### ウクライナ国時代

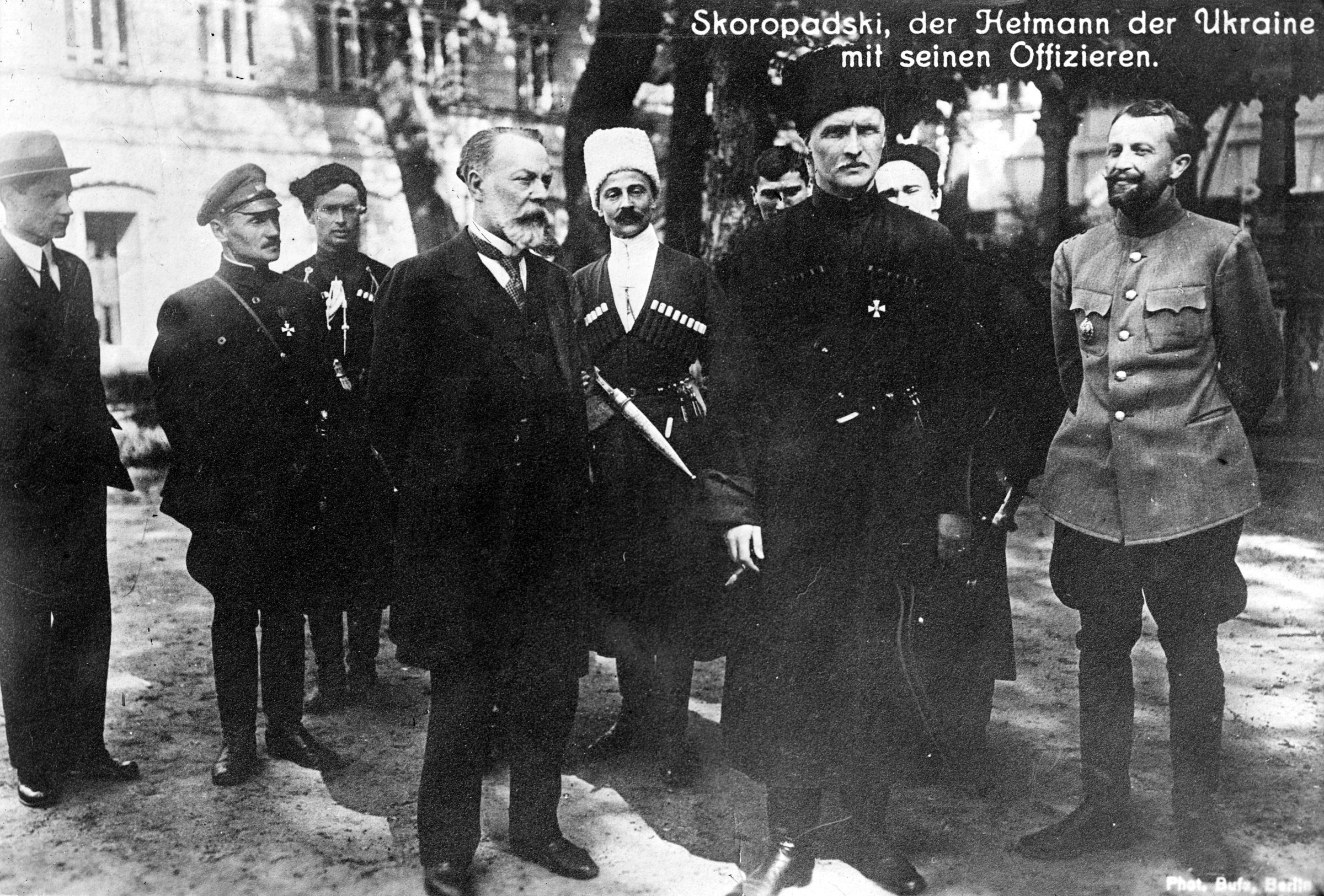
ウクライナ国政府の閣僚と、手前中央軍服姿がスコロパツキー

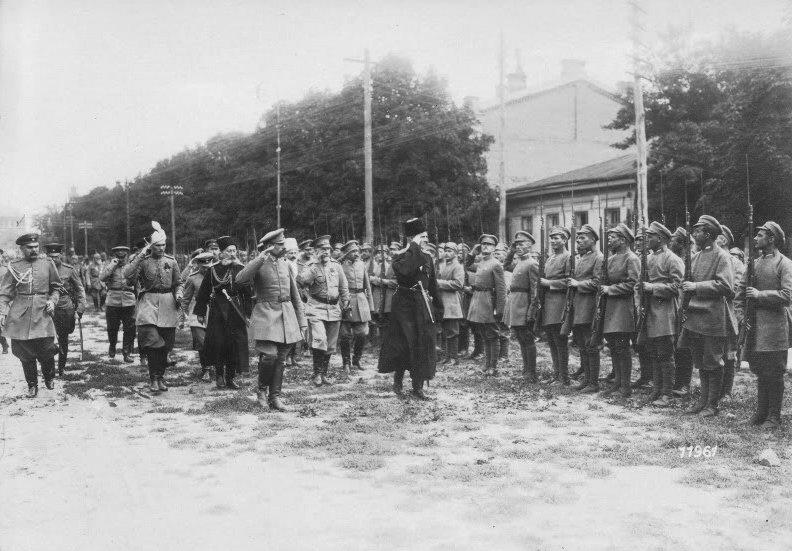
灰色外套師団を隊容検査するスコロパツキー

中央ラーダは政治的な失敗で国民、特に農民層の反感を買い、1918年4月29日にはついに議場にてスコロパツキーを新しい国家元首「全ウクライナのヘーチマン」に選出した。彼はヘーチマンに就任するとともに国号をウクライナ国と改めた。
キエフの住民のうち革命を嫌う者や革命によってモスクワやペトログラードを追われキエフに集まってきた資産家や軍人などからは「強力なドイツ軍」というイメージのもとにスコロパツキーへの期待は低くはなかったが、反面、当時のキエフの町は彼への批判は表明できない状況でもあった。また、彼の政府は中央ラーダ時代にボリシェヴィキー(赤軍)によって郊外へ追放されていた地主階級や資産家を優遇する政策をとったため彼らからの支持は集められたが、人口の大多数を占める農民からは激しく嫌悪されることとなった。また、反抗した村に対する旧政ロシア軍の残虐、ヘーチマン軍コサック兵の横暴、そしてドイツ軍人の嘲弄に激しい憎悪を抱いていた農民らは、ある者はボリシェヴィキー、そして多くはウクライナ民族主義者で社会主義者のシモン・ペトリューラの軍隊を支持することとなり、ヘーチマン政府はただドイツ軍の支援でのみ存続し得る基盤の脆弱なものとなった。その上、ヘーチマン政府当局は収監していたペトリューラを9月に釈放するという致命的な失敗を犯した。当時のウクライナ人口の大多数を占めていたウクライナ人のほとんどが農民であったため、ウクライナ民族主義への直結となりかねない農民の不支持は政権の維持にとって致命的な失策となった。ヘーチマン政府のとった保守政策によりウクライナ農民の蜂起が各地で頻発するようになった。
結局スコロパツキーのウクライナ国は長続きせず、同年12月にドイツ本国の降伏により頼みのドイツ軍が撤退すると、ヘーチマン政府の人間、そして赤軍や民族主義者に反抗していたロシア人やロシア人としてのアイデンティティーを強く抱くウクライナ人は、自らの敗北を悟った。軍事的・政治的後ろ盾を失ったヘーチマン政府は、まず東からやってきた赤軍に敗れ、スコロパツキーはキエフの町を放棄して列車でドイツへ亡命した。にも拘らず、その後もキエフでは「強力なドイツ軍」が再び町を救出に来るとの期待感を抱く人々も少なからずおり、錯綜する情報は人々を混乱させた。中には、ドイツ皇帝ヴィルヘルム2世のもとにロシア皇帝ニコライ2世がいてドイツ軍の支援の下にウクライナに真のロシア国家を築くのだという情報もあったと伝えられる（一方で、当時すでにニコライがその家族とともに殺されていたことも知られていたし、ヴィルヘルム2世は当時すでに廃位されていた）。なお、こうした情報の混乱は軍隊の上官から部下へ知らされる場合もあったようであるが、スコロパツキーが彼の軍隊を戦線に就かせたまま逃亡したことと合わせて考えるに、彼の逃亡を助けるための方策であったとも考えられる。
一旦は赤軍によって占拠されたキエフであったが、いわば素人集団であった赤軍は恒久的な支配体制を構築することができず、放逐された中央ラーダの一員でウクライナ独立を目論む民族主義者ペトリューラ率いるドィレクトーリヤ勢力によってすぐに撃退された。ペトリューラはウクライナ人民共和国を再建したが、各勢力との戦いや伝染病の発生、連合したポーランドの裏切りなどにより1919年にはウクライナ民族共和国勢力は壊滅した。最終的には赤軍の勝利により内戦は幕を閉じることになったが、その間に支配者が目まぐるしく変わったキエフの町は数年のあいだつねに戦火に晒されることとなった。この間の状況は、キエフの生まれで自身スコロパツキーの傀儡政権軍、ペトリューラ軍、デニーキン軍などに軍医として徴用された作家のミハイル・ブルガーコフの長編小説「白衛軍」や戯曲「トゥルビン家の日々」に描かれている。
亡命したスコロパツキーは、ベルリンに滞在し白軍有力者と友誼を交わすものの、ナチス・ドイツ政権からの協力の申し出に対してはこれを断っている。第二次世界大戦中に連合国軍の空襲に遭い、死亡。
現在、キエフの中心近くには「パヴロ・スコロパースコロパツキー通り」という名の短い通りがある。これは、キエフの中心街である「フレシュチャーティク通り」と、南方への大通りである「レースャ・ウクライーンカ通り」につながる「バセーイン通り」とを結んでいる。

## 家族

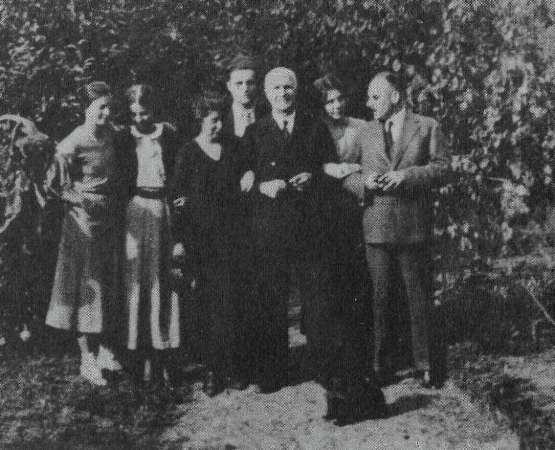
ベルリン在住時のスコロパツキー一家(1935年)。右よりアダム・モントレゾール伯爵（長女マリーヤの夫）、マリーヤ、パウロー、次男ダヌィーロ・スコロパツキー、オレクサーンドラ夫人、次女エリザヴェータ、三女オレーナ

- 父：ペトロ・スコロパツキー（Петро Іванович Скоропадський；1834年 - 1885年）皇帝親衛騎兵連隊の士官、カフカズ戦争の英雄。
- 母：マリヤ・ムィクラシェーウシカ（Марія Андріївна Миклашевська；1839年 - 1900年）ウクライナ・コサック氏族。
- 妻：オレクサンドラ・ドゥルノーヴォ（Олександра Петрівна Дурново；1890年 - 1951年）ロシア貴族。1897年に結婚。
- 長女：マリヤ・スコロパヅィカ（Марія Павлівна Скоропадська；1898年 - 1951年）フランスのモントレゾール伯爵家へ嫁入り。
- 次女：エリザヴェータ・スコロパーヅィカ（ウクライナ語版）（Єлизавета Павлівна Скоропадська；1899年 - 1975年）ウクライナのクジーム家へ嫁入り。彫刻家。
- 長男：ペトロ・スコロパツキー（Петро Павлович Скоропадський；1900年 - 1956年）
- 次男：ダヌィーロ・スコロパツキー（ウクライナ語版）（Данило Павлович Скоропадський；1904年 - 1957年）
- 三男：パヴロ・スコロパツキー（Павло Павлович Скоропадський；1915年 - 1918年）
- 三女：オレーナ・スコロパーヅィカ（ウクライナ語版）（Олена Павлівна Скоропадська；1919年 - 2014年）スイスのオット家へ嫁ぐ。

## 勲章
- 聖アンナ四等勲章（ロシア帝国、1904年）
- 剣付き聖アンナ三等勲章（ロシア帝国、1904年）
- 剣付き聖スタニスラフ二等勲章（ロシア帝国、1905年）
- 剣付き聖ウラジミル四等勲章（ロシア帝国、1905年）
- 剣付き聖アンナ二等勲章（ロシア帝国、1906年）
- 聖ゲオルギー武器（ロシア帝国、1907年6月20日）
- 聖ウラジミル三等勲章（ロシア帝国、1909年）
- 聖ゲオルギー四等勲章（ロシア帝国、1914年10月13日）[3]
- 赤鷲勲章（プロイセン王国、1918年）